# Dawn of Relic
Dawn of Relic est un groupe de heavy metal finlandais, originaire d'Oulu. Il est formé en 1993 selon un projet en solo de Jukka Zann Path Juntunen.

## Biographie
Le groupe est formé en 1993 par Jukka Juntunen à Oulu, en Finlande. Ils publient leur premier album, One Night in Carcosa, en 1999, au label Wicked World Records (aka Earache Records). L'album contient deux sessions vocales ; une de Nazgul (ex-Horna, Satanic Warmaster) et une de Mika Tönning (ex-Catamenia). Leur nouvel album, intitulé Lovecraftian Dark, n'est pas publié avant 2003 par leur nouveau label, Season of Mist. Lovecraftian est un clin d'œil à H. P. Lovecraft dont l'univers a inspiré nombre de chansons du groupe. Cette influence est aussi présente sur One Night in Carcosa.
Leur dernier album est publié en 2005 sous le titre Night on Earth. Ils y font participer le chanteur Kai « K.J. Khaos » Jaakkola (Deathbound, Deathchain, The Duskfall). Le groupe se mettra en pause dès novembre 2005 à cause de problèmes internes. Jukka Juntunen se consacrera à son autre groupe, Valucian (formé en 2002) Dawn of Relic.
Le groupe redevient actif en 2009. La nouvelle formation comprend Rami Keränen, Sampo Heikkinen (Loopwork, Dark Flood) et Ville Lind (Cryptid, Seith). Ils jouent au festival Jalometalli en été 2009.

## Membres

### Membres actuels
- Rami Keränen - guitare (depuis 2009)
- Sampo Heikkinen - claviers (depuis 2009)
- Ville Lind - chant (depuis 2009)
- Zann Path - batterie (1993-2005 ; depuis 2009), claviers (1993-1999)

### Anciens membres
- Jarno Juntunen - chant, basse (1993-?)
- Matti - basse
- Pekka Malo - claviers (1997-2002)
- Pekka Mustonen - basse, guitare (1994-2004)
- Mika Tönning - chant (1998-2005)
- Teemu Luukinen - guitare

## Discographie
- 1999 : One Night in Carcosa
- 2003 : Lovecraftian Dark
- 2005 : Night on Earth